# Infiniti QX56
Para o outros modelos QX, consulte Infiniti QX (desambiguação).
O QX56 é um SUV de porte grande da Infiniti.
O carro é propulsionado por um 5,6 L VK56DE V8 (315 cv [227 kW] @ 4900 rpm e 390 lb ft (529 m N) torque @ 3600 rpm), e uma transmissão automática de 5 velocidades com overdrive um. Cada cilindro do motor está alinhada com ferro fundido. O valvetrain-se de uma concepção DOHC com quatro válvulas por cilindro. Infiniti QX56 destinadas a receptividade do acelerador para corresponder a drivetrain modos específicos: quando o motorista seleciona todas as rodas motrizes, a borboleta torna-se menos sensíveis, presumivelmente para permitir a regulação de aceleração mais fácil quando fora de estrada.
2008 Infiniti QX56The Infiniti QX56 possui cerca de 9000 libras (4082 kg) de capacidade de reboque, que é o mais alto em sua classe. Quilometragem é segundo a nenhum dreno com desempenho máximo de 12 mpg (E.U.) (20 l/100 km). Vem em uma guarnição nível, com a única chave opções, tais como: sistema de entretenimento DVD, 4WD / 2WD, e uma bancada, em vez de cadeiras como capitão da segunda fila. Outras características são uma norma que vem dez Bose-falante sistema, sistema de navegação baseado em DVD, couro caimento para todos os lugares, em caso de dupla controle climático, 18 pol cromo jantes de alumínio, e um sistema de controle adaptativo cruzeiro. Um precrash sistema é uma novidade no mercado também.
Tal como acontece com a Nissan Armada, é construído em Canton, Mississippi, e atualmente está disponível apenas nos Estados Unidos, Canadá, Rússia e Arábia Saudita. É também a primeira Infiniti construída nos Estados Unidos. Uma vez que preços mais baixos do que a Lexus LX, o QX56 se tornou um sucesso para a Infiniti, outselling a Lexus LX.
Desde o desaparecimento da Q45 (que era o QX56 preços acima), após 2006, o QX56 é o mais caro Infiniti na América do Norte, e é só da Infiniti em tamanho veículo. Para 2008, a Infiniti QX56 recebeu uma pequena lifting.